# Körmenet
A körmenet (latinul processio) a vallásokban a híveknek az a menete, akik egy rituális cselekmény végrehajtása során ünnepélyesen vonulnak egyik helyről a másikra, miközben imádkoznak, énekelnek vagy más áhítatos tetteket hajtanak végre. 
A vallásos közösségi érzés megnyilatkozására vagy liturgikus cselekmények végzésére rendezett felvonulás.
A katolikus egyházjogban imádkozó és éneklő hívők sokaságának vonulása  egyik szent helyről a másikra, hálaadó, könyörgő vagy a vallásos érzületet gyarapító szándékkal, a papság vezetésével. Lényegi  ismérv a papi vezetés, mivel ebben különbözik a körmenet a búcsús csoporttól.

## A szó eredete
A processio latin eredetű szó, "procedo", azaz 'előre menni, haladni' szóból származik.

## Vallási cselekményként
A körmenet mint vallási cselekmény már az ókorban ismert volt. 
Bőségesen illusztrálják az ókori műemlékek.
A görög ókorban Artemisz istennő tiszteletére is végeztek ilyen szertartást.
Az Ószövetségben azonban a szövetség láda hordozása a vándorlás miatt történt, nem pedig szokás miatt, és amikor megépült Salamon temploma, oda helyezték, nem hozták ki onnan vallásos szertartást végezve rendszeresen, ahogy az ókorban a görögök Artemisz tiszteletére körbe vittek bizonyos kegy tárgyakat, illetve ahogy ma a katolikusok szintén körbe visznek kegytárgyakat egy adott településen.
Ősrégi volt Keleten és Nyugaton a gyertyaszentelői, virágvasárnapi és nagyszombat-éjjeli körmenet, mely utóbbinál a papság és a hívek a keresztelőkápolnából a templomba vonultak.
Ugyancsak ősrégiek az állomásokkal kapcsolatos körmenetek, amelyeket böjti napokon vezettek különböző templomokba. Ma főleg az Úrnapi, Szt. Márk-napi (búzaszentelő) és keresztjáró körmenetek vannak gyakorlatban; nálunk azonkívül a feltámadási körmenet husvét előestéjén. Azokat a körmeneteket, melyekben az Oltáriszentséget is körülhordozzák, theophorikus (Istent-hordozó) körmeneteknek nevezzük; ilyen körmeneteken más szentek képeit, ereklyéit stb. vinni tilos.<
A körmenet imádság és éneklés közben vagy a  szertartás helyére vonul ki, mint pl. Szt. Márk-napján búzaszentelésre, vagy a templomból való kivonulás és oda való visszavonulás maga teszi ki a szertartást, mint pl. Úrnapján és Nagyszombaton este a Feltámadás-körmeneten. A két utóbbi esetben az Oltáriszentséget is körülviszik (theophorikus, istentbordozó körmenet). A katolikus szertartások körében körmenet van még pl. Gyertyaszentelő Boldogasszony napján és Virágvasárnapon. Említendők még a Nemzetközi Eucharisztikus Kongresszusok alkalmával (első 1874-ben; 1938-ban Budapesten), nagy fénnyel, 1906 óta pápai delegátus jelenlétében megtartott Eucharisztikus Körmenet és Magyarországon a Szent Jobb-körmenet augusztus 20-án.

## Úrnapi körmenet Csömörön
Csömörön a Pünkösd utáni második vasárnapon, általában júniusban ünneplik úrnapját, mely a hálaadó ünnep az Úr Testéért és Véréért a 13. század óta. Csömör azon kevés helyek egyike, ahol máig teljességében él e hagyomány. A csömöri katolikusok közel két kilométer hosszú, egy méter széles, friss kerti és mezei virágokból és szirmokból  virágszőnyeget készítenek és hozzá  koszorúkból kialakított virágkápolnákat állítanak. A falubeli katolikus közösség évente tartja a barokk kort idéző, turistákat is vonzó úrnapi körmenetét.

## Képgaléria

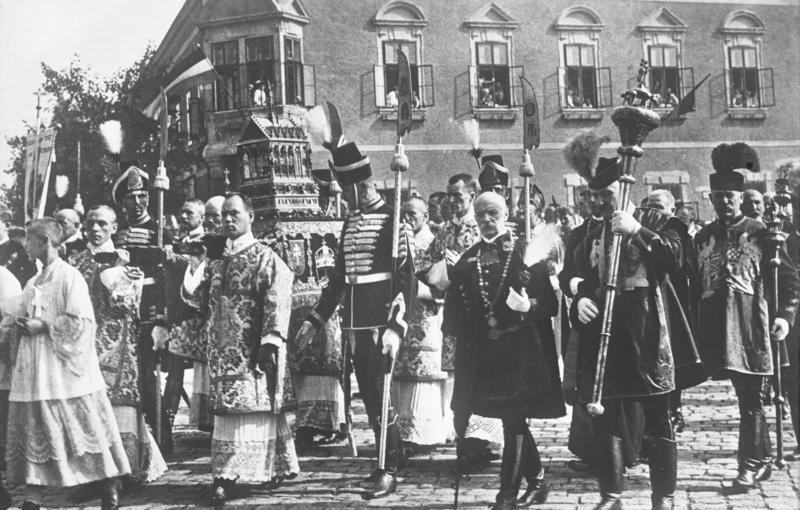
Szent Jobb-körmenet, 1931
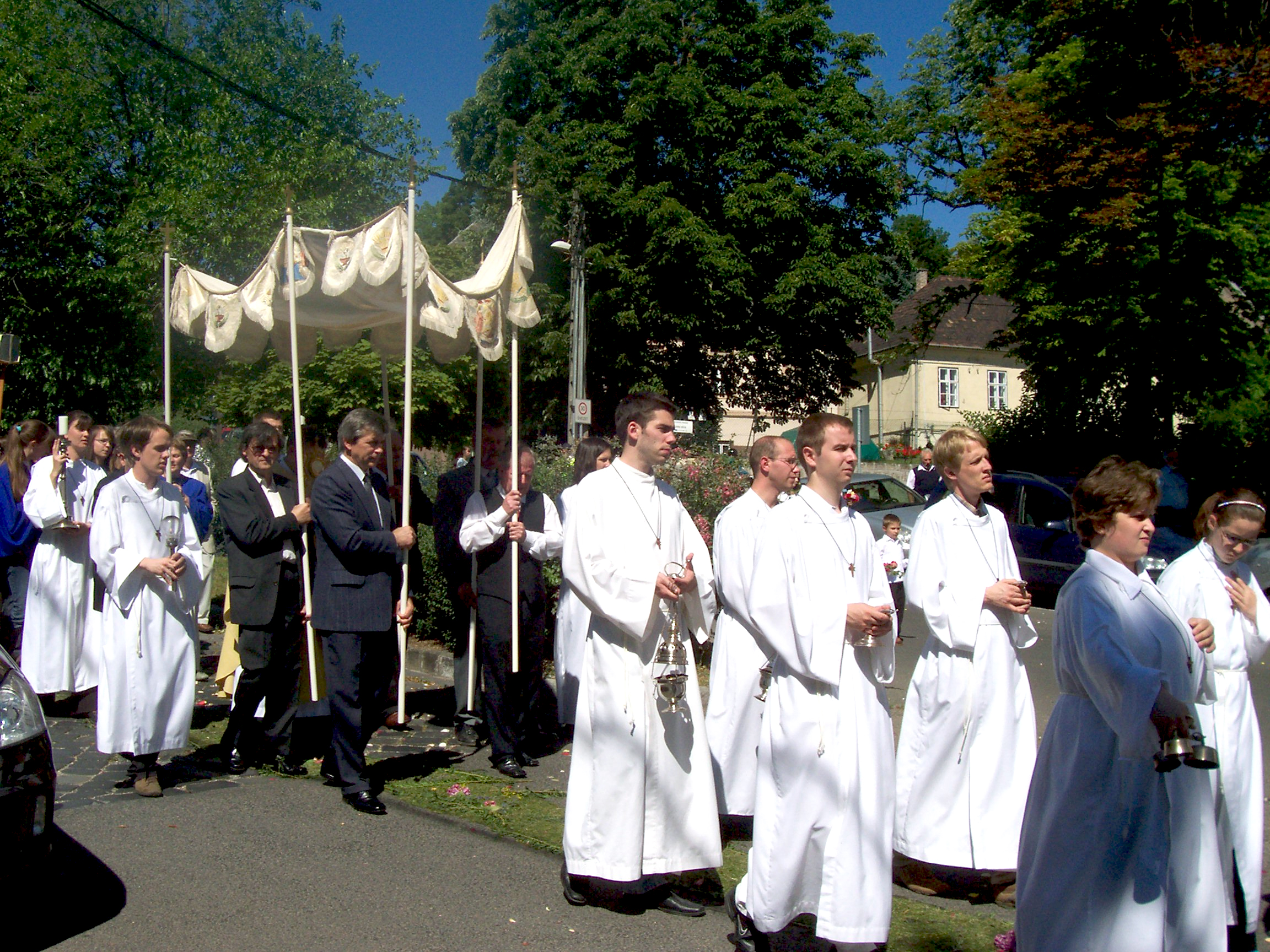
Budafok (2009)
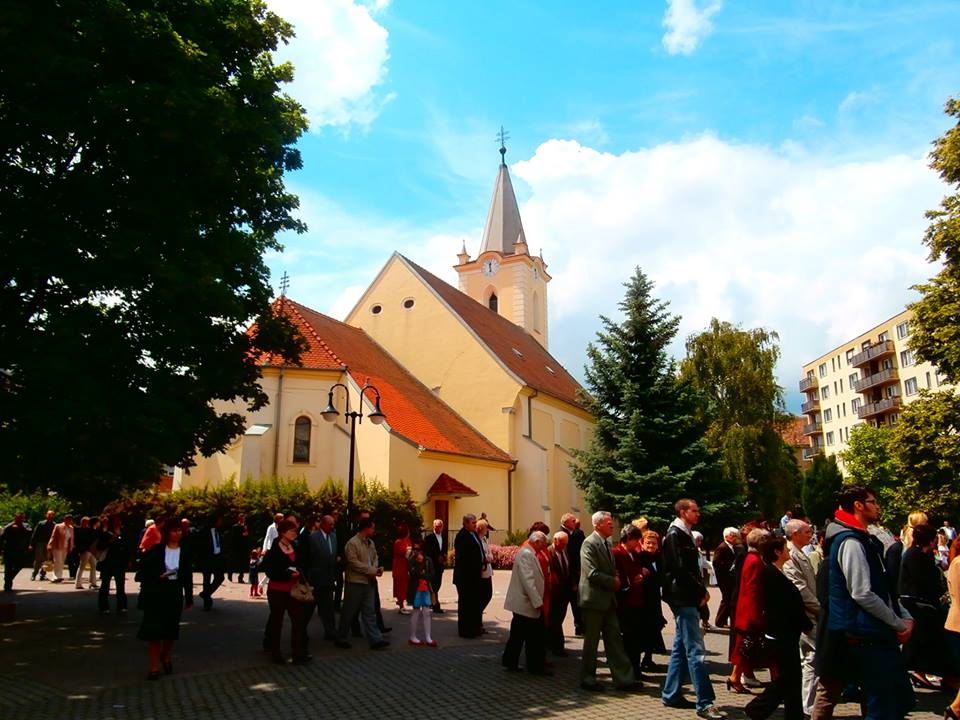
Körmenet Dunaszerdahelyen (2013)
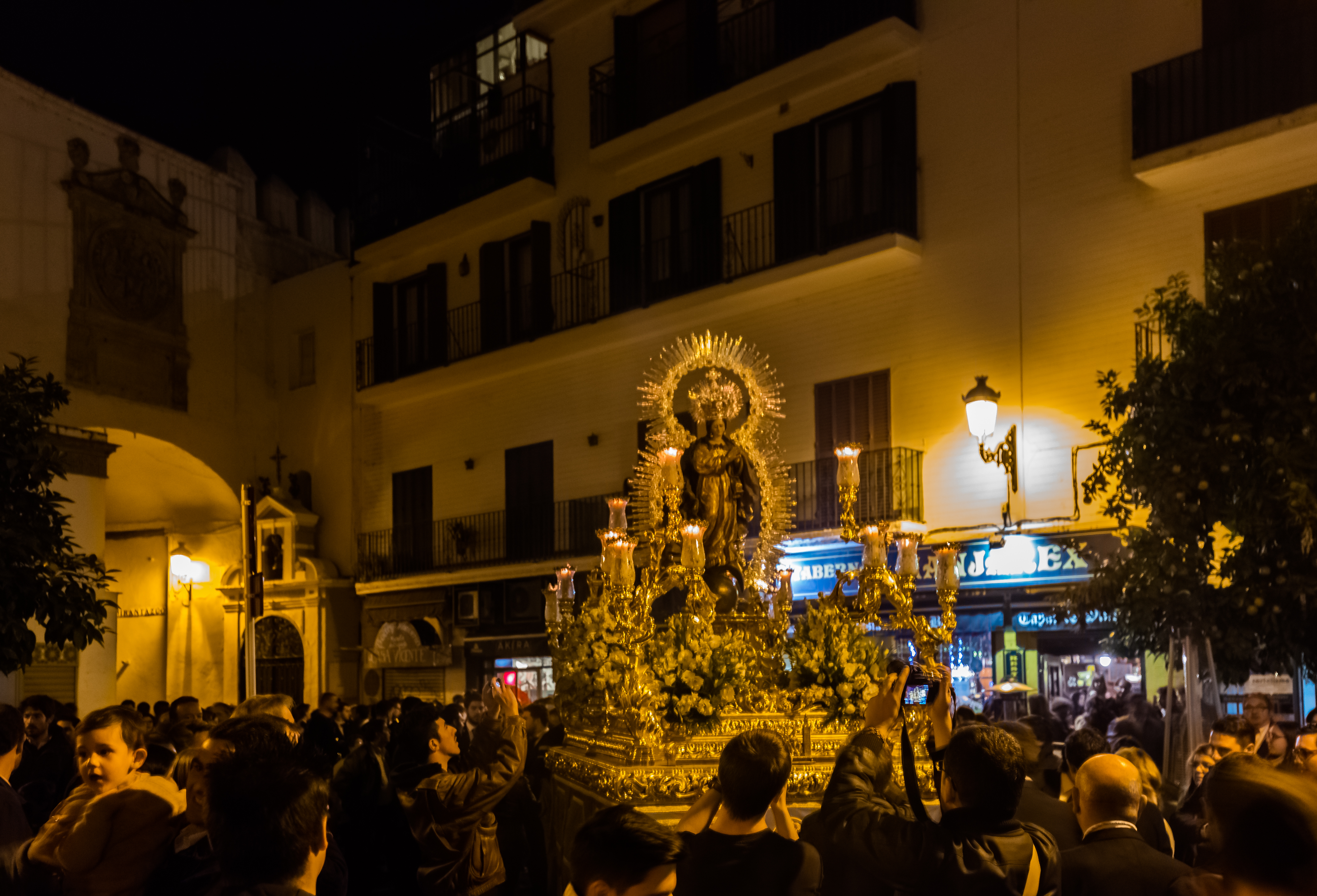
Körmenet Sevillában, Spanyolországban (2015)
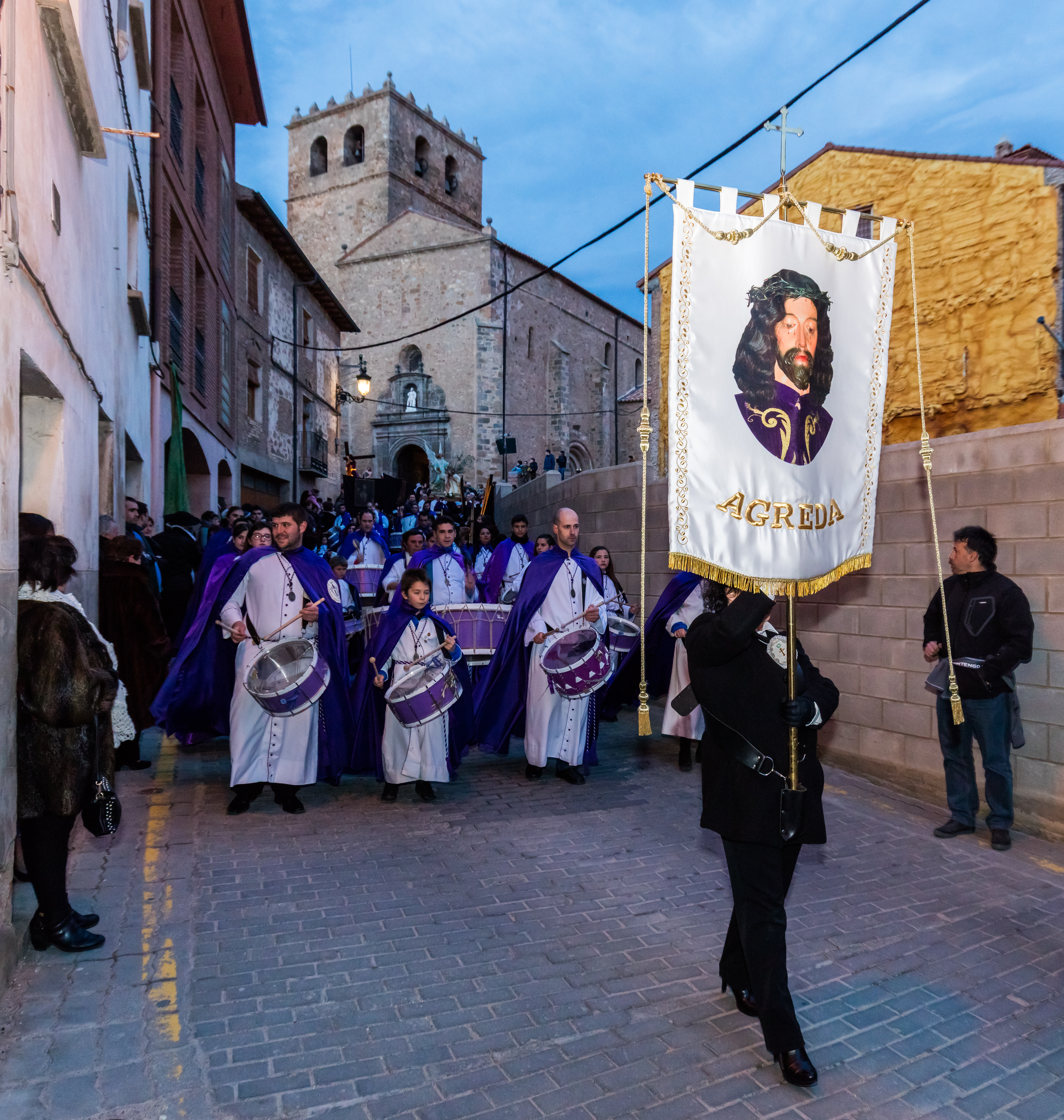
Körmenet Spanyolországban (2018)